# Comps, Gard
Comps este o comună în departamentul Gard din sudul Franței. În 2009 avea o populație de 1.635 de locuitori.

## Evoluția populației
| An        | 1975 | 1982  | 1990  | 1999  | 2006  | 2009  |
| --------- | ---- | ----- | ----- | ----- | ----- | ----- |
| Populație | 813  | 1.239 | 1.435 | 1.483 | 1.584 | 1.635 |